# Schloßhöfer Sägmühle
Die Schloßhöfer Sägmühle ist eine ehemalige Sägemühle und ein kleiner Wohnplatz der Stadt Murrhardt im baden-württembergischen Rems-Murr-Kreis.

## Lage
Die Einzelsiedlung mit nur zwei Hausnummern liegt etwa 5 Kilometer südöstlich des Stadtzentrums von Murrhardt in der Stadtteilgemarkung Fornsbach am rechten Ufer des Sitterichbachs, eines Zuflusses der obersten Murr. Umliegende Ortschaften sind die Einzelhöfe und Weiler Käsbach im Norden, Sauerhöfle im Nordosten, Klettenhöfe im Nordosten, Schloßhof nahe im Osten, Hinterwestermurr nahe im Süden, Westermurrer Sägmühle und die Westermurrer Mühle im Westen.

## Geschichte
Die Schloßhöfer Sägmühle wurde 1586 erstmals erwähnt, als sie von Blasius Doder errichtet wurde. Zu Beginn des 19. Jahrhunderts war das Anwesen in der Hand einer Eigentümergemeinschaft, die überwiegend aus Landwirten der umliegenden Ortschaften bestand. Genannt sind Jakob Wahl, Gottlieb Kugler, Georg Adam Munz sowie Johann Adam Wurst und Georg Adam Wurst aus Hinterwestermurr. 1944 brannte das alte hölzerne Mühlengebäude ab und wurde in ähnlicher Form wiederaufgebaut. Bis 1980 blieb die Eigentümergemeinschaft bestehen beziehungsweise wurde diese mit den Erben der genannten Personen weitergeführt. Danach wurde die Mühle an einen Gartenmöbelhersteller aus Gaildorf veräußert. Die Mühle verfügt noch über ein Wasserrad, das aber seit 1962 nichts mehr antreibt. 